# Lee Yuksa
Lee Yuksa, cuyo nombre real era Yi Won-rok (Dosan-myeon, Andong, 19 de mayo de 1904-Pekín, China, 16 de enero de 1944), fue un poeta y activista por la independencia de Corea.

## Biografía
Lee Yuksa era descendiente del erudito Yi Hwang, más conocido como Toegye. Finalizó la educación básica en Andong, graduándose a los 15 años en 1919. En 1920, con 17 años, se mudó junto con su familia a Daegu y se casó. Fue profesor en la academia en la que estudió, pero en 1924 se fue a Japón a estudiar en la universidad.
En 1925 volvió a Daegu y junto con sus hermanos se unió a Uiyoldan, una asociación formada en respuesta a la represión japonesa del movimiento por la independencia coreana. Uiyoldan estaba asociada con actos de sabotaje y asesinatos. En 1925 o 1926 se mudó a Pekín, probablemente por su participación en la asociación, y estudió en la Universidad Sun Yat-sen en la provincia de Guangzhou. Volvió a Corea en 1927. Cuando varios miembros de Uiyoldan pusieron una bomba en el Banco Chosun de Daegu, él fue uno de los detenidos y pasó 18 meses en prisión.
En 1929 empezó a trabajar como periodista y en 1930 publicó su primer poema "Caballo" en el periódico Chosun Ilbo. Desde 1931 a 1933 estudió en China, pero siguió en contacto con la resistencia coreana. En 1935 empezó a concentrarse en la escritura, publicando poemas y ensayos críticos. Fue arrestado en 17 ocasiones.
En 1941 empezó a sufrir una enfermedad en los pulmones y se sometió a tratamiento. En abril de 1943 fue a Pekín y aparentemente empezó a hacer contrabando de armas a Corea. En 1943 volvió a Corea en el primer aniversario de la muerte  de su madre. Lo arrestaron y lo trasfirieron a Pekín, donde murió en prisión el 16 de enero de 1944 con 39 años. Se lo incineró y enterró en Miari, Seúl.
En 1960 sus restos fueron llevados cerca de su lugar de nacimiento y en 1968 se levantó una piedra conmemorativa en Andong. En las afueras de Andong está el Museo Lee Yuksa, dedicado a la memoria de su literatura y su lucha por la libertad.

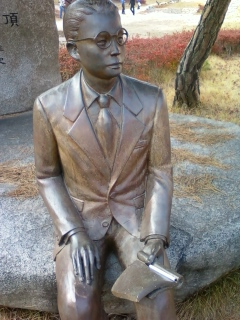
Statue at the Lee Yuksa Museum

## Obra
Aunque solo escribió aproximadamente cuarenta poemas, el hecho de que sean representativos del espíritu de resistencia del pueblo coreano contra el gobierno colonial japonés ha hecho que su obra sea famosa en Corea. En 1939 publicó su poema más famoso "Uvas verdes". Escribió en el estilo de la poesía lírica tradicional, escribiendo en la escritura coreana hangeul, en un periodo en el que estaba prohibido por el gobierno japonés. A causa de la censura japonesa, su escritura tenía que ser simbólica y metafórica, sin mentar de forma directa el colonialismo japonés o los sucesos a su alrededor, pero el significado era claro para los coreanos. Gracias a esto y a su lirismo, su obra continúa siendo incluida en los libros escolares de Corea.